# かほく市ケーブルテレビネットワーク
かほく市ケーブルテレビネットワークは、石川県かほく市が運営するケーブルテレビ局である。

## 概要
平成16年度に策定された「かほく市情報化計画」を皮切りにケーブルテレビ事業がすすめられ、総務省の「地域情報通信基盤整備推進交付金事業」が採択されたことで、2008年4月1日に開局した。
なお、各サービスは金沢ケーブルに業務委託を行っている。

## サービス内容
- 多チャンネル放送サービス
- インターネットサービス
- IP電話サービス

## ケーブルテレビ
- サービス内容は金沢ケーブルを参照。